# Diana Dilova
Diana Vutova Dilova (nacida el 1 de noviembre de 1952 en Sofía) es una exjugadora de baloncesto búlgara. Consiguió 4 medallas en competiciones oficiales con Bulgaria.